# Gyrinophilus subterraneus
Espèce
Statut de conservation UICN

 EN D : En danger
Gyrinophilus subterraneus est une espèce d'urodèles de la famille des Plethodontidae.

## Répartition
Cette espèce est endémique du Sud-Est de la Virginie-Occidentale aux États-Unis. Elle se rencontre dans le réseau de cavernes General Davis Cave system dans le comté de Greenbrier.

## Étymologie
Le nom spécifique subterraneus vient du latin subterraneus, souterrain, en référence à son habitat.

## Publication originale
- Besharse & Holsinger, 1977 : Gyrinophilus subterraneus, a new troglobitic salamander from southern West Virginia. Copeia, vol. 1977, no 4, p. 624-634.